# Scottie Thompson
Scottie Thompson, née Susan Scott Thompson le 9 novembre 1981, à Richmond (Virginie) est une actrice et danseuse américaine.

## Biographie
Scottie Thompson est née le 9 novembre 1981, à Richmond (Virginie).
Elle a commencé la danse très jeune, en apprenant notamment le ballet, jazz et la danse moderne. Après avoir dansé avec le Richmond Ballet (notamment dans le rôle de Clara en 1994 dans Casse-noisette) pendant de nombreuses années, obtenu son diplôme de danse et pris une année sabbatique, elle intègre l'université de Harvard située à Cambridge. Elle en sort diplômée  en 2005 avec un diplôme d’études supérieures de littérature, en particulier sur la littérature française. Elle parle couramment le français.

## Carrière
Pendant qu’elle étudiait à Harvard, Susan s’est découvert un amour pour le théâtre et a commencé son métier d'actrice. Elle a joué Macbeth (2002), Marisol (2003) et The Oresteia (2005). Elle a aussi dirigé des chorégraphies dans d’autres pièces de théâtre.
Elle a ensuite déménagé à New York où elle a obtenu son premier rôle à la télévision dans la série Brotherhood où elle a joué aux côtés de Jason Isaacs en 2006. Elle est également apparue en vedette invitée dans les séries télévisées comme Les Experts : Miami et Ugly Betty.
En 2006, Susan obtient un rôle récurrent dans la série NCIS : Enquêtes spéciales (première apparition : saison 4, épisode 7) dans le rôle de Jeanne Benoit, la petite amie d’Anthony DiNozzo (Michael Weatherly).
Elle quittera néanmoins la série au début de la saison 5, mais fera une dernière apparition dans l'épisode Au banc des accusés de cette même saison. Elle tourne ensuite le film indépendant Pornstar (2008), avec Matthew Gray Gubler et apparaît de nouveau en tant que vedette invitée dans les séries Shark (2007), Les Experts : Manhattan (2007) et Eli Stone (2008).
Au cinéma, elle apparaît brièvement dans le film de science fiction Star Trek de J. J. Abrams, puis obtient le rôle d'Elaine dans l'apocalyptique Skyline des frères Strause sorti en novembre 2010.
On peut également l'apercevoir dans les clips You Can't Count on Me de Counting Crows sorti en février 2008. Et What Do You Got ? de Bon Jovi sorti en novembre 2010

## Filmographie

### Cinéma

#### Longs métrages
- 2009 : Star Trek de J. J. Abrams : La femme de Nero
- 2010 : Skyline de Greg et Colin Strause : Elaine
- 2014 : The Lookalike de Richard Gray : Mila
- 2014 : Land of Leopold d'Akis Konstantakopoulos : Corrina Rose
- 2014 : 37 de Randall Batinkoff : Jemma Johnstone
- 2014 : Beautiful Girl de Steve Long : Diane
- 2015 : Massacre au palais du rire (The Funhouse Massacre) d'Andy Palmer : Sheriff Kate
- 2016 : Ne t'endors pas (Before I Wake) de Mike Flanagan : Une professeur
- 2017 : Dead on Arrival de Stephen Cyrus Sepher : Bonnie
- 2017 : Broken Ghost de Richard Gray : Samantha Day
- 2018 : Coulda, Woulda, Shoulda de Jacky Jhaj : Chloe
- 2019 : Night Shift : Patrouille de nuit (Crown Vic) de Joel Souza : Claire
- 2019 : Limbo de Mark Young : Cassiel
- 2019 : Epiphany de Koula Sossiadis Kazista et Katina Sossiadis : Cari
- 2022 : Murder at Yellowstone City de Richard Gray : Emma Dunnigan

#### Courts métrages
- 2013 : Broken d'Alexa-Sascha Lewin : Kate
- 2013 : In the Dark d'Helen Truong : Rachel Davis
- 2013 : Glow de Douglas Jessup : Val
- 2014 : Backlash d'Alexandria Jackson : Cora
- 2015 : The Dreamer de Will Maloney : La rêveuse
- 2015 : Therapy Required de Mark Hapka : Sky Mercer
- 2016 : Me + 1 d'Adetokumboh M'Cormack : Suzie Nylander
- 2019 : #3 Normandy Lane de Brenda Strong : Sarah Winston
- 2019 : Brandon de Christopher Lovick : Liza
- 2019 : Portrait of a Woman at Dawn de Cullen Douglas : Dominique Bossard
- 2019 : Undercut de Kelly Pike : Coach Janice
- 2019 : The German King d'Adetokumboh M'Cormack : Emperesse Augusta Victoria
- 2019 : Trusting Hope de Mark Blanchard : Sara
- 2020 : The Ballad of John St. George de Rob O'Neill : Une femme

### Télévision

#### Séries télévisées
- 2006 : New York, police judiciaire (Law and Order) : Julia Ketchum
- 2006 : Brotherhood : Shannon McCarthy
- 2006 : Ugly Betty : Directrice de la publication des photos
- 2006 : Les Experts : Miami (CSI : Miami) : Lindsey Archer
- 2006 - 2008 / 2015-2016 : NCIS : Enquêtes spéciales (NCIS) : Jeanne Benoit
- 2007 : Shark : Leslie Purcell
- 2007 : Les Experts : Manhattan (CSI : NY) : Lia Ramsey
- 2008 : Water and Power : Scottie
- 2009 : Eli Stone : Jessica Benson
- 2009 : Bones : Kim Mortenson
- 2009 : The Closer  : Tara Latimer
- 2009 - 2010 : Trauma : Diana Van Dine
- 2010 : Drop Dead Diva : Jocelyn Harold
- 2010 : Rizzoli & Isles : Lola
- 2012 : Gumbel : Pattie
- 2012 : Nikita : Mia
- 2013 : Graceland : Lauren Kincaid
- 2013 : The Glades : Corinne
- 2014 : Les Experts : Lieutenant Debra Hughes
- 2014 : Castle : Tildy Mc Guire
- 2014 : Bad Teacher : Mitzi
- 2014 : The Blacklist : Zoe D'Antonio
- 2015 : Grey's Anatomy : Renee Collier
- 2015 : Zoo : Sheriff Rebecca Bowman
- 2016 : Rosewood : Simone Kilgore
- 2016 - 2018 : 12 Monkeys : Vivian Rutledge
- 2017 : Training Day : Sofia Knowles
- 2020 : NCIS : Los Angeles : Agent Sarah Raines
- 2020 : 9-1-1 : Suzanne Barker
- 2020 : MacGyver : Ellen
- 2022 : Bel-Air : Angela

#### Téléfilms
- 2011 : Trois jours avant Noël (Deck the Halls) de Ron Underwood : Regan Reilly
- 2012 : Au cœur de la famille (Dad's Home) de Michael McKay : Sara Tisdale
- 2015 : The Leisure Class de Jason Mann : Allison
- 2018 : Un nouveau chapitre pour Noël (Hope at Christmas) d'Alex Wright : Sydney
- 2019 : Ma fille, enlevée sous mes yeux (My Daughter's Ransom) de Doug Campbell : Rachel

### Courts métrages
- 2012 : Courier Program : Emily
- 2013 : Broken : Kate
- 2013 : In The Dark : Rachel Davis
- 2013 : Glow : Val
- 2014 : Backlash : Cora
- 2015 : Therapy Required : Sky Mercer
- 2015 : The Dreamer